# Nadine Velazquez
Nadine Velazquez (Chicago (Illinois), 20 november 1978) is een Amerikaanse actrice en fotomodel.
Velazquez is van Puerto Ricaanse afkomst. Ze ging naar de Notre Dame High School for Girls en behaalde een BA in marketing. Haar eerste verschijning op televisie was in een reclameboodschap voor McDonald's als drive-through-bediende. Ze liet een rol als Fernando Sucre's vriendin in de serie Prison Break schieten, om in plaats daarvan de rol van Catalina Aruca te spelen in de NBC-serie My Name Is Earl.
Velazquez is getrouwd met talentscout Marc Provissiero.

## Filmografie
- Six (2017-2018)
- Sister (2014)
- Major Crimes (2013-2014, televisieserie)
- Real Husbands of Hollywood (2013, televisieserie)
- Aztec Warrior (2013)
- Snitch (2013)
- Flight (2012)
- Hart of Dixie (2011-2012, televisieserie)
- The League (2009-2013, televisieserie)
- A Day in the Life (2009)
- All's Faire in Love (2009)
- Larry the Cable Guy's Star-Studded Christmas Extravaganza (2008, televisiefilm)
- Husband for Hire (2008, televisiefilm)
- War (2007)
- Kings of South Beach (2007, televisiefilm)
- House of the Dead 2 (2005, televisiefilm)
- Sueño (2005)
- Hollywood Vice (2005, televisiefilm)
- The Last Ride (2004, televisiefilm)
- Blast (2004)
- Chasing Papi (2003)
- Biker Boyz (2003)